# Ingresso di Garibaldi a Napoli

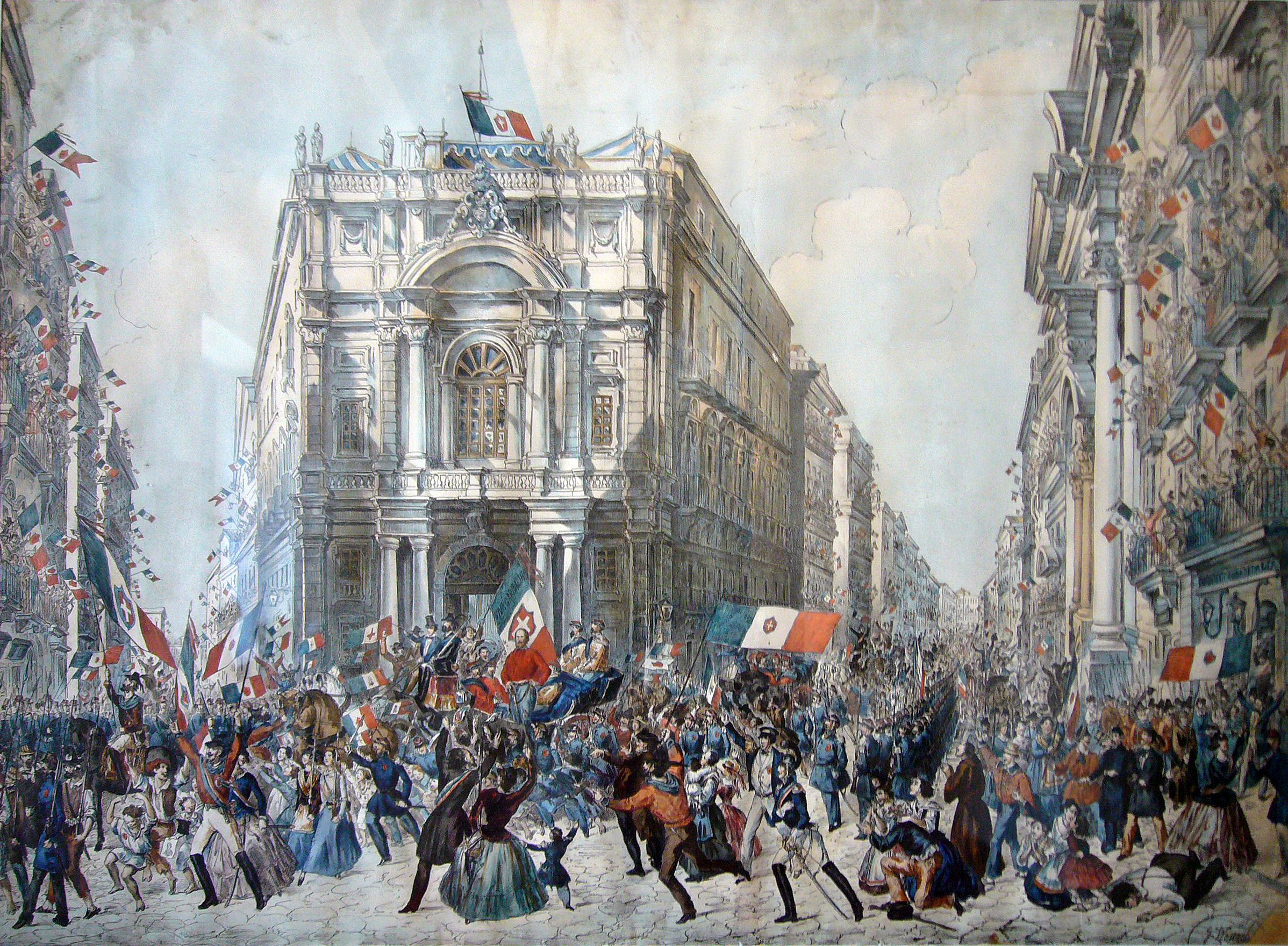
Ingresso di Garibaldi a Napoli il 7 settembre 1860, Franz Wenzel Schwarz

Il 6 settembre 1860 Francesco II abbandonava Napoli, imbarcandosi con la famiglia sul vapore Messaggero, cercando di riorganizzare il suo l'esercito fra la fortezza di Gaeta e quella di Capua, con al centro il fiume Volturno. Così, il 7 settembre, Garibaldi, precedendo il grosso del suo esercito, viaggiando su un treno, che da Torre Annunziata dovette procedere lentamente per non travolgere le ali di folla festante, poté entrare in città accolto da liberatore. Le truppe borboniche, ancora presenti in abbondanza e acquartierate nei castelli, non offrirono alcuna resistenza e si arresero poco dopo.

## L'ingresso

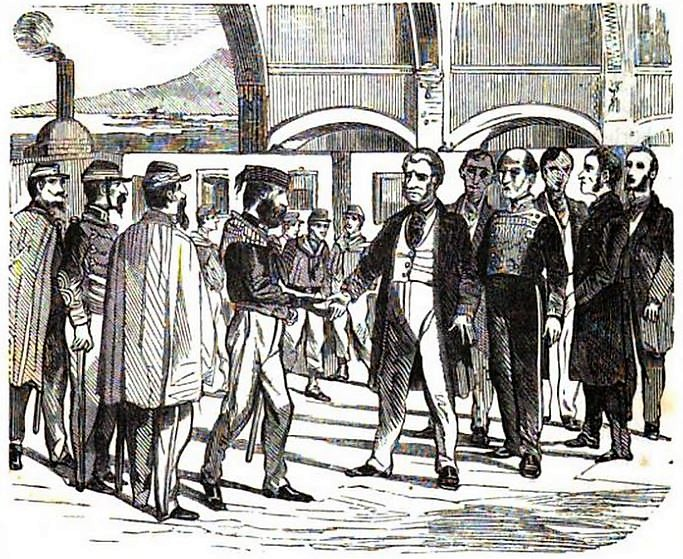
Liborio Romano riceve Garibaldi alla stazione di Napoli

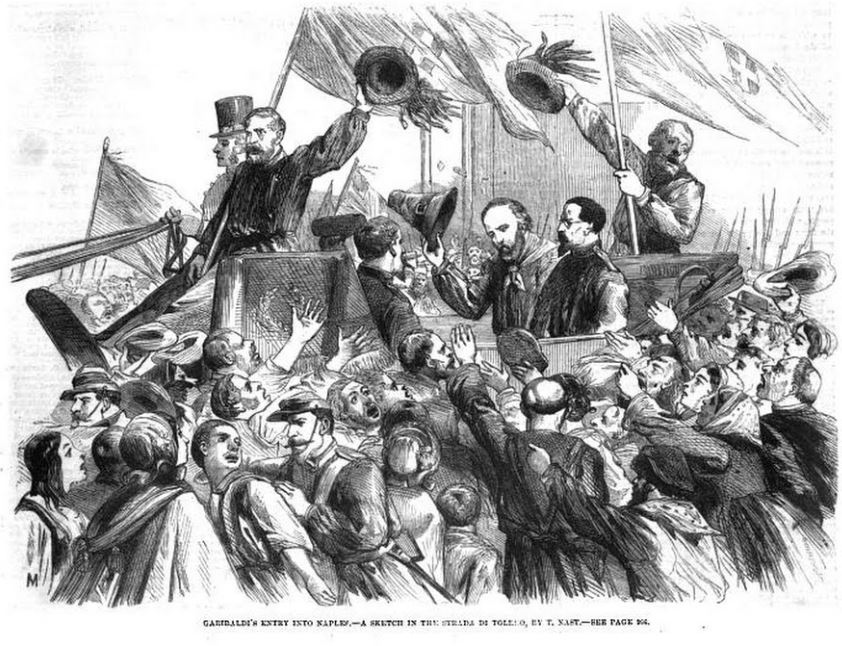
Garibaldi per le strade di Napoli
dietro con la bandiera l'artista Salazaro

Dopo l’abbandono di Napoli da parte di Francesco II e della sua famiglia, a bordo del vapore Messaggero, nel tentativo di riorganizzare il suo l'esercito fra la fortezza di Gaeta e quella di Capua, con al centro il fiume Volturno, nonostante la presenza dei mercenari borbonico-bavaresi nel tragitto da percorrere verso Napoli e il grosso delle forze garibaldine a 48 ore di distanza, alle 9,30 del 7 settembre Garibaldi e il suo gruppo partono da Salerno, salutati con entusiasmo frenetico dalla folla.
A Vietri Garibaldi, i suoi collaboratori e un gruppo di circa venti militi della Guardia Nazionale di Salerno salgono a bordo di un treno speciale, salutato nel suo percorso dalla folla acclamante, mentre il treno dei mercenari bavaresi veniva deviato all’altezza di Nocera Inferiore per dare la precedenza a quello con a bordo Garibaldi. 
Garibaldi decise di fare il suo ingresso accompagnato da un numero limitato di garibaldini, per non apparire un conquistatore, bensì un liberatore protetto dallo stesso popolo. Al treno si aggrapparono quante più persone era possibile e all’altezza di Torre Annunziata il treno dovette procedere lentamente, per non travolgere le ali di folla festante di decine di migliaia di abitanti locali, che cercavano di vedere e toccare Garibaldi. 
Dopo Portici il treno di Garibaldi venne fermato da un ufficiale navale, che saliva a forza a bordo della carrozza per avvertire Garibaldi, che ad attenderlo alla stazione c’erano i cannoni, Garibaldi rispose che non se ne curava, quando ad attenderlo c’era una folla così, interrogato dalla Guardia Nazionale il giovane ufficiale intendeva i cannoni del Forte Carmine, che era già stato considerato di evitare.
Al suo arrivo, verso le ore 13,30, alla stazione di Napoli inizialmente c’era un numero modesto di cittadini ad accoglierlo, in precedenza il Conte Ricciardi girava in carrozza con il tricolore gridando per le strade di andare ad accogliere Garibaldi e presto la notizia si diffuse in tutta la capitale, prima ancora che Liborio Romano terminasse il suo discorso di benvenuto, per le strade si radunò una folla immensa e a stento Garibaldi riuscì a salire su una carrozza con Bertani, Zasio, Nullo, Gusmaroli, Manci e Stagnetti, mentre Cosenz e Missori seguivano a cavallo, dietro alla carrozza si aggrappò un artista napoletano di nome Salazaro, che teneva in alto un tricolore con il cavallo di Napoli da un lato e il leone di Venezia dall’altro, mentre Liborio Romano sospinto dalla massa dei cittadini non riusciva a salire sulla carrozza, per essere a fianco del liberatore.

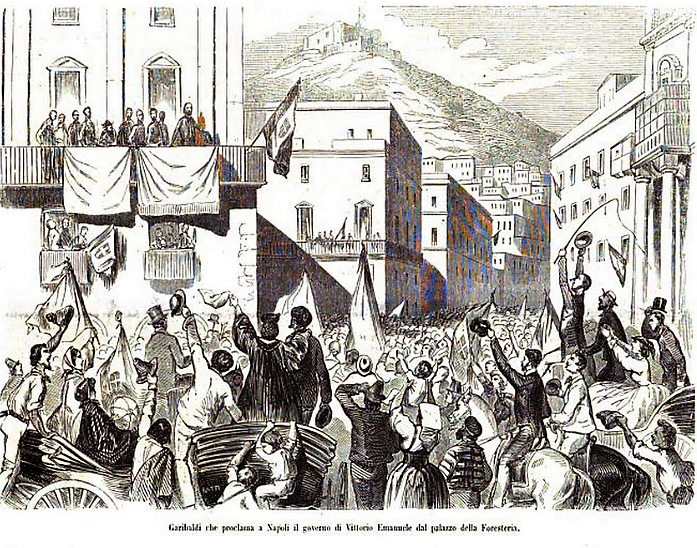
Garibaldi parla dal Palazzo del Forestiero

Sotto la enorme pressione del popolo napoletano, all’altezza dell’attuale Corso Garibaldi, il corteo fu deviato verso sinistra, finendo per trovarsi proprio di fronte al Forte Carmine, che erano stati avvisati di evitare e che aveva i cannoni carichi e puntati, lì Garibaldi si fermò in piedi a guardare i soldati, che non aprirono il fuoco, poi continuando la sua marcia trionfale, alla quale assisteva buona parte dei cittadini della capitale, Garibaldi si levava in piedi per salutare, visibilmente emozionato, come faceva notare Zasio, che si trovava nella stessa carrozza.

Dopo essere passati di fronte a Castel Nuovo, dove i soldati borbonici ancora una volta si astennero dal fare fuoco, il corteo di Garibaldi giunse alla Foresteria, annessa al Palazzo per gli intrattenimenti degli ospiti di corte, che era pure presidiato da un reggimento di truppe borboniche, dalle finestre della Foresteria Garibaldi pronunciò il suo discorso alla folla, udito anche dai vicini soldati borbonici, nel quale era chiaro che pensava all’unificazione quanto alla liberazione di Napoli.

## I festeggiamenti per Garibaldi
Venu è lu più bel !»

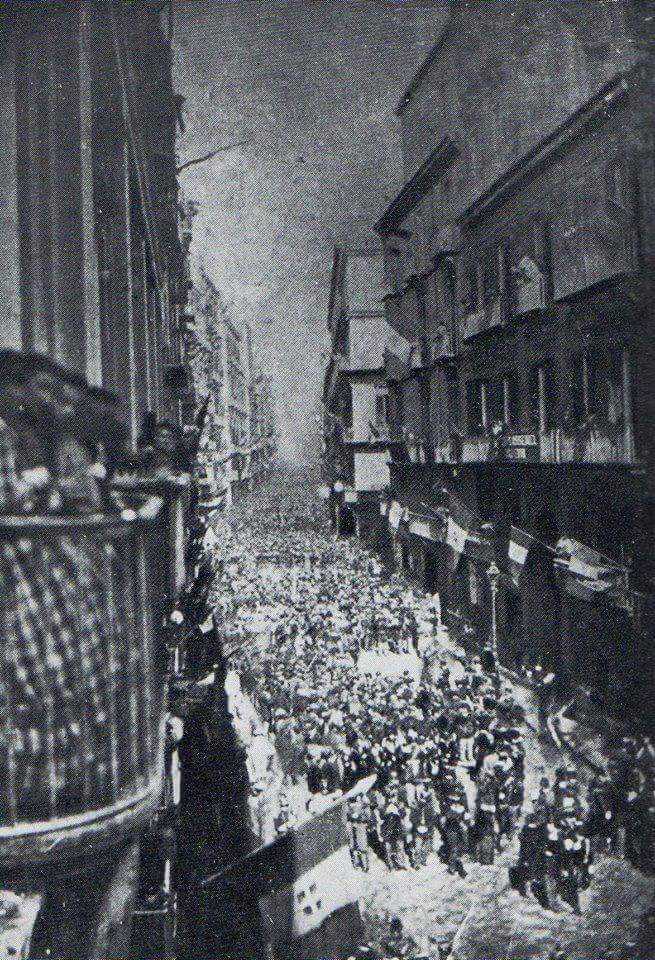
Napoli, Via Toledo 7 settembre 1860

(Canto napoletano del 1860 - 
Garibaldi e la formazione dell'Italia cap. VIII, G.M. Trevelyan, pag. 212)
In relazione ai grandi festeggiamenti in onore di Garibaldi, Trevelyan sottolinea come i più festeggiassero Garibaldi perché mossi da un sincero sentimento di gioia per la fine della tirannia, mentre gli altri si facevano contagiare dalla febbrile atmosfera unica e irripetibile e che molti di questi ultimi erano stati fino a pochi mesi prima borbonici e lo sarebbero ridiventati se il re fosse tornato.
I festeggiamenti continuarono fino alla notte al grido di “Viva Garibardo divenuto poi anche “Gallibar”, “Gallibardo” e infine “Viva Bardo” chiedendo in Via Toledo che Garibaldi si mostrasse di nuovo, quando una camicia rossa si affacciò dal balcone di Palazzo d'Angri portando la mano alla guancia per indicare con il gesto che Garibaldi dormiva e la folla si fece silenziosa. Proprio in questo palazzo pare si recò anche Mazzini per proporre «a Garibaldi di abbandonare i Savoia e di creare con lui una Repubblica del Meridione dalla quale avviare una “non monarchica” liberazione dell’Italia. Garibaldi, memore di ciò che era accaduto a Roma nel ’49», rifiutò con veemenza quella proposta. 
Le truppe borboniche, stimate secondo varie fonti da 6.000 a 10.000 soldati ancora presenti e acquartierate nei castelli, non offrirono alcuna resistenza,  il giorno 8 settembre il comandante di Castel Sant'Elmo comunicava che non avrebbe più potuto trattenere i suoi soldati dal fare fuoco e bombardare la città, anche se non aveva artiglieria e disponeva in pratica solo della Guardia Nazionale, Garibaldi rispose con calma che avrebbe fatto altrettanto e nei successivi tre giorni le forze borboniche lasciarono i forti della capitale per dirigersi verso Capua.
Dopo l'ingresso di Garibaldi a Napoli, la situazione italiana era questa: le regioni meridionali (Sicilia, Calabria, Basilicata, e quasi tutta la Campania) erano state conquistate da Garibaldi (re Francesco II si era asserragliato a Gaeta, mentre Lombardia, Emilia, Romagna, Toscana erano unite nel Regno di Sardegna sotto Vittorio Emanuele II di Savoia in seguito alla seconda guerra d'indipendenza italiana e ai successivi plebisciti di annessione. Il Sud e il Nord della penisola italiana erano però ancora separati dalla presenza dello Stato Pontificio. L'avanzata di Garibaldi, inoltre, preoccupava i moderati e le corti europee sia per una sua possibile avanzata fino a Roma e per il rischio di una svolta repubblicana rivoluzionaria causa la presenza mazziniana sempre più attiva.